# Reinhard Kluth
Reinhard Theodor Kluth (* 31. Juli 1950 in Dülken; † 12. Juli 2020 in Tübingen) war ein deutscher Kirchenmusiker und Komponist.

## Leben
Reinhard Kluth studierte Kirchenmusik an der Robert Schumann Hochschule Düsseldorf. 1976 legte er sein Examen ab, 1978 die künstlerische Reifeprüfung. Seine Lehrer waren Jürg Baur, Hans-Dieter Möller, Heinz Bernhard Orlinski, Friedemann Gottschick und Alberte Brun. Er besuchte Meisterkurse in Chor- und Orchesterleitung für historische Aufführungspraxis bei Hermann Max. Während der Studienzeit war Kluth nebenher als Assistenzorganist am Münster St. Vitus in Mönchengladbach bei Viktor Scholz tätig.
Von 1978 bis 1982 wirkte er als Kantor an St. Michael Mönchengladbach, 1983 bis 1985 war er Kantor an St. Peter Düsseldorf, 1986 bis 1988 Kantor an St. Michael Wermelskirchen. 1989 bis 2001 war Kluth als Kantor an der Kirche St. Antonius im Düsseldorfer Stadtteil Friedrichstadt tätig. Er war Mitglied der Hermann-Schroeder-Gesellschaft. Von 2001 bis 2013 war er Seelsorgebereichskantor der Düsseldorfer Pfarreiengemeinschaft Eller-Lierenfeld.
Reinhard Kluth lebte von 2013 bis 2016 als freischaffender Komponist, Kirchenmusiker und Musiklehrer in Tübingen-Kilchberg; er war Organist an St. Petrus und Pankratius Tübingen und seit 2016 stellvertretender Domorganist in Rottenburg. In Tübingen-Bühl leitete er von 2015 bis 2016 die „Chorgemeinschaft Bühl 1878“. Ab 2016 war er Leiter der von ihm gegründeten „Kleinen Kantorei Tübingen“. Vom 1. Oktober 2016 bis 31. August 2018 war er Stiftskirchenmusiker und Organist der Stiftskirche Horb am Neckar.

## Preise
- 1984: Preis der deutschen Schallplattenkritik
- 1996: Johann-Wenzel-Stamitz-Preis
- 2013: Kompositionsstipendium der Stadt Düsseldorf

## Tonträger
- Camillo Schumann: 6 Orgelsonaten
- Jürg Baur: Orgelwerke
- Louis James Alfred Léfebure-Wély: Ausgewählte Orgelwerke.
- Johann Krieger: Anmuthige Clavierübung.
- Sigfrid Karg-Elert: Sempre Semplice.
- Sigfrid Karg-Elert: Romantische Träumereien auf der Orgel. Transkriptionen romantischer Komponisten.
- Carl Sattler: Weihnachtliche Orgelromantik.
- Die Weimbs-Orgel der Pfarrkirche St.Peter in Zell/Mosel. Mit Werken von Torner, Bach, Ritter, Becker.
- Die Metzler-Orgel in St. Cyriakus Krefeld-Hüls. Clemens Ingenhoven: Sämtliche Orgelwerke.
- Die Titz-Gilmann-Orgel der Kreuzherrenkirche zu Brüggen. Mit Werken barocker Komponisten.
- Franz Aumann: Missa in F; Chor- und Orgelwerke von Hiller, Rinck, Weber, Kluth, Kolb, Murschhauser und Jürg Baur; Ausführende: Cappella Cantabo, Parnass-Ensemble Düsseldorf, Ltg. Reinhard Kluth.
- Die Orgel der Barockkirche in Eckenhagen. Werke von Händel, Bach, Schneider, Lucchesi, Michael Gotthard Fischer und Ernst Friedrich Richter.
- Samuel Scheidt: Das Orgelwerk. Vol. 1 (Fritzsche-Treutmann Orgel 1622/1728 der Schloßkirche Harbke)